# Тратинник, Леопольд
Леопольд Тратинник (нем. Leopold Trattinnick; 1764—1849) — австрийский ботаник и миколог.

## Биография
Леопольд Тратинник родился в городе Клостернойбург под Веной 26 мая 1764 года. Учился праву, однако затем заинтересовался биологией и стал изучать ботанику и энтомологию. В 1802 году Леопольд в книге Genera plantarum предложил вариант классификации растений. В 1804—1806 была издана работа Тратинника, посвящённая флоре грибов Австрии. В 1806 году Тратинник был назначен ландшафтным фитографом Нижней Австрии. С 1809 по 1835 он работал хранителем Королевской естественно-исторической коллекции. С 1823 по 1824 вышла трёхтомная монография семейства Розовые.
Тратинник собирался начать таким образом обширную серию из монографий цветковых растений, однако последующие тома не были написаны. Также Тратинник был автором нескольких книг с красочными рисунками по гераниевым. Текст во многих книгах ботаника написан в поэтическом стиле. К таким относится Botanisches Taschenbuch, описывающая около 200 видов растений. Тратинник скончался 24 января (в некоторых источниках указывается 14 января) 1849 года в возрасте 84 лет в Вене.

## Некоторые научные работы
- Anleitung zur Cultur der ächten Baumwolle in Österreich. Viena, 1797
- Genera plantarum methodo naturali disposita (Viena, 1802).
- Fungi Austriaci ad specimina viva cera expressi, descriptiones ac historiam naturalem completam addidit L. Trattinnick, etc. (Oesterreichs Schwämme, etc.) Lat. & Germ. Liefer. 1-3. Viena, 1804-1805
- Die eßbaren Schwämme des Oesterreichischen Kaiserstaates. 1809, 2. Aufl. 1830
- Archiv der Gewächskunde. Viena 1811-1818
- Auswahl ... sehr merkwürdiger Gartenpflanzen. 1812-1822
- Flora des Oesterreichischen Kaiserthumes. 2 vol., Viena, 1816-1820
- Botanisches Taschenbuch oder Conservatorium aller Resultate Ideen und Ansichten aus dem ganzen Umfange der Gewächskunde. Viena, 1821
- Thesaurus Botanicus. Ed. Dunthorne 307;  78 pp. Viena, 1819
- Rosacearum monographia. 1823-1824
- Genera nova plantarum iconibus observationesque illustrata. Selbstverlag. 1825
- Neue Arten von Pelargonien deutschen Ursprunges. 1825-1843

## Роды, названные в честь Л. Траттинника
- Trattenikia Pers., 1807 [syn.  Marshallia Schreb., 1791, nom. cons.]
- Trattinnickia Willd., 1807